# Liste der Biografien/Corw
Liste der Biografien |
Portal Biografien |
Personensuche
# |
A |
B |
C |
D |
E |
F |
G |
H |
I |
J |
K |
L |
M |
N |
O |
P |
Q |
R |
S |
T |
U |
V |
W |
X |
Y |
Z |
?
 
Ca |
Cb |
Cc |
Ce |
Ch |
Ci |
Cj |
Ck |
Cl |
Cm |
Cn |
Co |
Cr |
Cs |
Ct |
Cu |
Cv |
Cw |
Cy |
Cz
 
Coa–Cod |
Coe–Cok |
Col |
Com |
Con |
Coo–Coq |
Cor |
Cos |
Cot |
Cou |
Cov |
Cow |
Cox |
Coy |
Coz
 
Cora |
Corb |
Corc |
Cord |
Core |
Corf |
Corg |
Cori |
Cork |
Corl |
Corm |
Corn |
Coro |
Corp |
Corr |
Cors |
Cort |
Coru |
Corv |
Corw |
Cory |
Corz
Die Liste der Biografien führt alle Personen auf, die in der deutschsprachigen Wikipedia einen Artikel haben. Dieses ist eine Teilliste mit 11 Einträgen von Personen, deren Namen mit den Buchstaben „Corw“ beginnt.

## Corw

### Corwa
- Corwante, Johann Roger Christian († 1753), deutscher Theologe, Respondent in Göttingen und Rektor in Hameln

### Corwe
- Corwegh, Robert (1878–1929), deutscher Kunsthistoriker und Schriftsteller

### Corwi
- Corwin, Daniel Lee (1958–1998), US-amerikanischer Serienmörder
- Corwin, Edward S. (1878–1963), US-amerikanischer Rechts- und Politikwissenschaftler
- Corwin, Franklin (1818–1879), US-amerikanischer Politiker
- Corwin, Hank, US-amerikanischer Filmeditor
- Corwin, Ivan (* 1984), US-amerikanischer Mathematiker
- Corwin, Jeff (* 1967), US-amerikanischer Moderator und Produzent
- Corwin, Moses Bledso (1790–1872), US-amerikanischer Politiker
- Corwin, Norman (1910–2011), US-amerikanischer Journalist und Autor
- Corwin, Thomas (1794–1865), US-amerikanischer Politiker